# Roupie mauricienne
Pour les articles homonymes, voir Roupie et MUR.
La roupie mauricienne est la devise officielle de Maurice.

## Histoire
La roupie mauricienne a été introduite sur l'Île Maurice, aux Rodrigues et aux Seychelles en 1877 pour remplacer la piastre, la livre sterling et la roupie indienne en circulation dans ces îles.
Aux Seychelles, elle a été remplacée par la roupie seychelloise depuis 1914. En 2013, la Banque de Maurice a introduit des nouveaux billets en polymère sur les coupures de 25, 50 et 500 roupies.
En 1914, les Seychelles abandonnent la roupie mauricienne pour la roupie seychelloise.

## Billets en circulation
| Denomination  | Portrait                   | Vignette                    | Image                   |
| ------------- | -------------------------- | --------------------------- | ----------------------- |
| 25 roupies    | Sir Moilin Jean Ah-Chuen   | Île Rodrigues               | Billet de 25 roupies    |
| 50 roupies    | M. Joseph Maurice Paturau  | Caudan Waterfront           | Billet de 50 roupies    |
| 100 roupies   | M. Renganaden Seeneevassen | Cour suprême de Maurice     | Billet de 100 roupies   |
| 200 roupies   | Sir Abdool Razack Mohamed  | Marché Mauricien            | Billet de 200 roupies   |
| 500 roupies   | M. Sookdeo Bissoondoyal    | Université de l'Île Maurice | Billet de 500 roupies   |
| 1 000 roupies | Sir Charles Gaëtan Duval   | State House                 | Billet de 1 000 roupies |
| 2 000 roupies | Sir Seewoosagur Ramgoolam  | Charrette à Bœuf            | Billet de 2 000 roupies |

## Roupie numérique
Depuis 2020, la Banque de Maurice confirme ses plans concernant d’émission d’une roupie numérique de banque centrale axée sur le détail (CBDC).